# Obróbka posttranskrypcyjna
Obróbka posttranskrypcyjna – obróbka, dzięki której z uzyskanego w procesie transkrypcji pre-mRNA powstaje dojrzały mRNA. 
Obróbka posttranskrypcyjna polega na:
- Dołączeniu czapeczki guanylowej na 5'-końcu pre-mRNA. Ten etap obróbki odbywa się równocześnie z transkrypcją. Czapeczka guanylowa to nietypowy nukleotyd (7-metyloguanozyna). Chroni mRNA przed nukleazami w cytoplazmie i umożliwia rozpoznawanie mRNA przez rybosomy.
- Dołączeniu ogonka poliA na 3'-końcu pre-mRNA. Ogonek poliA jest krótką nicią złożoną z kilkudziesięciu nukleotydów z adeniną. Zabieg ten zabezpiecza cząsteczkę mRNA eukariontów przed degradacją, zanim zdąży ona opuścić jądro komórkowe. Ponadto transkrypt z ogonem poli-A jest wydajniejszą matrycą w trakcie translacji. Niektóre wirusy, np. wirus grypy potrafią dołączać do swoich nici mRNA ogonek poliA, przez co nie są rozpoznawane przez nukleazy komórkowe.
- Splicingu, czyli usuwaniu intronów (sekwencji niekodujących) i połączeniu eksonów (sekwencji kodujących) tak, aby powstała cząsteczka mRNA kodowała ciągły łańcuch polipeptydowy.
- Edycji RNA, czyli zmianie informacji w transkrypcie RNA przez reakcję chemiczną powodującą zmianę jednej zasady azotowej w inną. Powoduje to, że sekwencja aminokwasowa kodowanego przez transkrypt białka jest inna, niż wynika to z sekwencji kodującego je genu. Edytowane transkrypty stanowią mniejszość mRNA.